# Osho
Osho (rojen kot Chandra Mohan Jain, poznan tudi kot Acharya Rajneesh, Bhagwan Shri Rajneesh), indijski novodobni duhovni učitelj, * 11. december 1931, Kuchwadi, Madhya Pradesh, Indija, † 19. januar 1990, Pune, Maharaštra, Indija. 
Je eden pomembnejših novodobnih duhovnih učiteljev. Na teoretični ravni je zamejen z eklekticizmom vzhodne mistike, individualne predanosti in spolne svobode. Poudaril je pomen meditacije, pozornosti, ljubezni, praznovanja, poguma, ustvarjalnosti in humorja – kvalitete, ki so bile zatirane zaradi predanosti do statičnih sistemov prepričanj, verske tradicije in socializacije. V času svojega življenja je bil znan kot sporen nov verski vodja gibanja in mistik, saj je javno kritiziral socializem, Mahatma Gandhija ter konvencionalnost temeljnih ver.

## Življenje
Osho se je rodil 11. decembra 1931, v Kuchwadi, Indiji. Njegovo pravo ime je Chandra Mohan Jain, kasneje se je preimenoval v Bhagwan Shree Rajneesha ter na koncu v Osha. Diplomiral je iz filozofije na Univerzi v Jabalpuru. Po zaključenem magistrskem študiji na Univerzi v Saugaru je leta 1957 začel poučevati na Univerzi v Jabalpuru.
Pri enaindvajsetih letih je doživel duhovno prebujanje. Leta 1962 je začel organizirati več dnevne tabore meditacije. Začeli so se pojavljati tudi meditacijski centri, ki so delovali na podlagi njegovih naukov in so bili del življenjsko prebujajočega gibanja. Po spornem predavanju leta 1966 je na željo univerze prenehal predavati na univerzi ter postal guru in učitelj meditacije. Leta 1970 je svoje učence združil v red neosannyasinov, ki so dobili novo ime ter nosili tradicionalna oranžna oblačila asketov in verižico iz lesenih kroglic, ki je imela obesek z njegovo sliko, ki se imenuje mala. Še istega leta so se njegovih predavanj prvič udeležili tujci. Leta 1974 je sedež svojega gibanja prestavil iz Mumbaja v kraj Pune, kjer je predaval v ašramu, ki je danes del OSHO meditacijskega resorta. V svojem centru je učil predvsem dinamično meditacijo, poleg tega pa so uporabljali novodobne metode zdravljenja.
Leta 1981 se je Osho preselil v Ameriko, kjer je odprl svoj ranč v Antelopi, Oregonu. Bil je obtožen številnih kaznivih dejanj, leta 1985 pa je priznal krivdo za ilegalno migracijo in bil še istega leta deportiran. Nekateri njegovi učenci so v duhovnem zanosu storili hude zločine na račun tamkajšnje lokalne skupnosti: leta 1985 so, da bi vplivali na potek lokalnih volitev v svojo korist, s salmonelo zastrupljali hrano v tamkajšnjih restavracijah.  Omeniti velja še načrtovani atentat na državnega tožilca Charlesa H. Turnerja. Osho se je od ravnanj svojih učencev neprepričljivo distanciral in glavno breme krivde naprtil svoji tajnici Ma Anand Sheeli. Prepovedali so mu vstop v 21 držav, zato se je po dveh letih vrnil v kraj Pune, kjer je njegov ašram takrat imel 15.000 članov. Učencem ni bilo več treba nositi asketskih oblačil, temveč so nosili škrlatne halje kadar so bili v ašramu, bele halje ob večernih meditacijah ter črne, če so bili vodje skupine.  Njegovo zdravje se je poslabšalo, za kar je krivil Američane, ki naj bi ga zastrupili, vendar niso našli dokazov, ki bi potrjevali to teorijo. Zadnje javno predavanje je potekalo aprila 1989. Umrl je 19. januarja 1990 zaradi odpovedi srca.

## Nauki
Oshovi nauki niso bili predstavljeni na strogi akademski, temveč na humoren način. Poudarek v njegovih naukih se je spreminjal čez čas, ideje pa so bile podobne idejam drugih filozofov, kot so Sigmund Freud, George Gurdjieff, Friederich Nietzsche, D. H. Lawrence in Wilhelm Reich. Osho je menil, da nas um omejuje, saj je mehanizem za preživetje, ki na podlagi preteklih izkušenj ponavlja uspešne strategije. Ta ujetost v preteklosti pa omejuje človeku možnost, da živi avtentično v sedanjosti. Namesto, da ljudje zatirajo čustva, bi morali sprejeti samega sebe in verjeti vase. Tega nauka se ne sme razumeti le na umski ravni, zato je za praktično uporabo nauka potrebna meditacija na sodoben način.
Meditacija ni le praksa, temveč stanje ozaveščenosti, ko reagiranje ljudi ni več pogojeno z njihovimi prepričanji in pričakovanji. Najbolj znana vrsta meditacije je dinamična meditacija. Sestavljena je iz petih delov, najprej se 10 minut diha pospešeno, naslednjih 10 minut se ljudje popolnoma prepustijo svojim čustvom in se smejijo, jočejo, kričijo, skačejo, ipd.. Sledi 10 minut skakanja z dvignjenimi rokami ter 15 minut stanja v tišini in opazovanja. Dinamično meditacijo se zaključi s 15 minutami plesanja. Med Oshovimi meditacijami so znane tudi Kundalini, Nadabrama in Mystic Rose meditacije.
Osho je zagovarjal komunikacijo brez besed. Od leta 1981 do 1984 iz tega razloga ni govoril, saj je želel, da ljudje, ki ne razumejo tišine, ne hodijo več na njegova predavanja, kajti verjel je, da je njegov smisel globlji od tega, da zadovoljuje razum ljudi. Ljudje se morajo zavedati razlike med občestvom in sporazumevanjem. Zelo pomembna je bila Oshova ideja o novem človeku, ki je združeval duhovnost Gautame Buddhe in veselje do življenja Nikosa Kazantzakisa. Ta človek bi moral biti natančen in objektiven ter po drugi strani senzitiven in srčen. Poleg tega pa ga ne bi smele omejevati institucije kot so družina, odnosi, politika in vera. Nov človek se zaveda, da je dovolj biti človek in nima idealov, kajti idealov v življenju ni in nas zato misel na njih le obremenjuje. Poleg tega nima ambicij in je zato bolj vesel, živahen ter buden. Zaradi takega načina razmišljanja Osho spada med postmodernistične in dekonstrukcijske mislece.
Obravnaval je tudi problem prenaseljenosti. Po njegovih merilih se življenje začne po rojstvu, s čimer je zagovarjal legalizacijo kontracepcije in splava. Osho je verjel v reinkarnacijo in negativno evgeniko, zato je menil, da je bolje evtanazirati dojenčke, ki so rojeni slepi, gluhi ali invalidni, saj je bolje, da se pusti duši preiti v zdravo telo in jo tako rešiti trpljenja. Čeprav je menil, da bi moral biti nadzor prebivalstva in genetike v rokah znanstvenikov in ne politikov, je tudi verjel, da je znanost naš največji sovražnik. Znanost je ustvarila idejo, da je življenje le boj za preživetje, čeprav je po Oshovi razlagi obsežno sodelovanje.

## Zapuščina
V času njegovega življenja Oshovi nauki v Indiji niso bili najbolje sprejeti, tudi zaradi številnih afer, a se je javno mnenje po njegovi smrti zelo spremenilo. Leta 1991 je indijski časopis Osha skupaj z ljudmi, kot sta Gautama Buda in Mahatma Gandhi, štel med deset ljudi, ki so najbolj spremenili indijsko usodo; v primeru Osha z "osvoboditvijo misli prihodnjih generacij iz okovov religioznosti in konformizma". Osho je po svoji smrti dobil več odmevanja v domovini, kot kdajkoli, ko je bil živ. Kolumnist Tanweer Alam je v The Indian Express izjavil: "Pokojni Osho je bil dober razlagalec družbenih absurdov, ki so uničili človekovo srečo." Na proslavi leta 2006 ob 75-letnici rojstva Osha je indijski pevec Wasifuddin Dagar dejal, da so Oshovi nauki bolj pomembni v sedanjem okolju, kot so bili kdajkoli prej. Vsa dela Osha so shranjena v knjižnici indijskega nacionalnega parlamenta v New Delhiju. Njegove knjige so na voljo v več kot 60 jezikih iz več kot 200 založb in so se uvrstile na seznam najbolj prodajanih knjig v Italiji in Južni Koreji.
Osho je še vedno znan po vsem svetu na področju meditacije, njegovo delo pa vključuje tudi družbene in politične komentarje. Njegovi privrženci so na novo opredelili njegove prispevke in preoblikovali osrednje elemente njegovega učenja, da bi se zdel manj sporen za tujce. Družbe v Severni Ameriki in zahodni Evropi so jih srečale na pol poti in postale bolj prilagojene duhovnim temam, kot sta joga in meditacija. Mednarodna fundacija Osho (OIF) vodi seminarje o obvladovanju stresa za korporativne stranke, kot sta IBM in BMW, s prihodki prijavljenimi v ZDA (2000) med 15 in 45 milijoni dolarjev letno.
Oshov ašram v kraju Pune je postal mednarodno središče za meditacijo OSHO in s tem ena glavnih indijskih turističnih znamenitosti. Leta 2011 je bil na Oddelku za filozofijo Mankunwarbai College for Women v Jabalpurju odprt nacionalni seminar o Rajneeshovih naukih.

## Sprejemanje v družbi
Osho splošno velja za enega najbolj kontroverznih duhovnih voditeljev, ki se je v Indiji pojavil v dvajsetem stoletju. Njegovo sporočilo o spolni, čustveni, duhovni in institucionalni osvoboditvi ter zadovoljstvo, ki ga je užival v storitvi kaznivega dejanja, sta zagotovila, da je bilo njegovo življenje polno trenj. Osho je postal znan kot "spolni guru" v Indiji in kot "guru Rolls-Roycea" v ZDA. Napadal je tradicionalne pojme nacionalizma in odkrito izrazil prezir do politikov. Njegova učenja o seksu, poroki, družini in odnosih so nasprotovala tradicionalnim vrednotam in vzbudila veliko jeze in nasprotovanja po vsem svetu. Njegovo gibanje je imelo lastnosti kulta.

### Ocenjevanje učenjakov religije
Akademske ocene njegovih del so mešane in si pogosto neposredno nasprotujoče. Uday Mehta je v svoji interpretaciji zena in mahajanskega budizma videl napake, ko je govoril o "grobih protislovjih in nedoslednosti svojih naukov", ki "izkoriščajo nevednost in lahkovernost" svojih poslušalcev. Sociolog Bob Mullan je leta 1983 zapisal o "izposojanju resnic, na pol resnic in občasnih napačnih predstav iz velikih tradicij / ... / pogosto blaznih, netočnih, lažnih in si skrajno nasprotujočih". Ameriški profesor religije Hugh B. Urban je dejal, da Oshovo učenje ni niti izvirno niti posebej globoko in zaključil, da je bila večina njegove vsebine izposojena iz različnih vzhodnjaških in zahodnih filozofij.
Njegove ideje se osredotočajo na ljubezen in svobodo, potrebo po življenju v trenutku, na pomembnost sebe in občutek "v redu", na skrivnostnost življenja, zabavne etike, posameznikove odgovornosti za svojo usodo in potrebe, da skupaj s strahom in krivdo spusti ego.
Britanski profesor religioloških študij Peter B. Clarke je dejal, da je večina udeležencev menila, da je napredovala pri samoaktualizaciji. Izjavil je, da se je način terapije, ki ga je oblikoval Osho s svojim liberalnim odnosom do spolnosti kot svetega dela življenja, izkazal za vpliv med drugimi terapevtskimi izvajalci in novimi starostnimi skupinami. Kljub temu Clarke verjame, da je bila glavna motivacija iskalcev, ki so se pridružili gibanju, "niti terapija niti seks, temveč možnost, da postanejo razsvetljeni, v klasičnem budističnem smislu".

## Duhovno vodstvo
Sočasno s svojim poučevanjem na Univerzi v Jabalpurju je Osho potoval po Indiji in širil svoje nekonvencionalne in kontroverzne ideje o duhovnosti. Med njegovimi nauki je bila med drugim misel, da je seks prvi korak k doseganju "nadzavesti". Do leta 1964 je začel izvajati meditacijske tabore in novačiti privržence, dve leti pozneje pa je odstopil od svojega profesorstva, da bi se bolj osredotočil na širjenje svojih duhovnih naukov. V tem procesu si je prislužil vzdevek "spolni guru".
Leta 1970 je Osho uvedel prakso "dinamične meditacije", ki, kot je zatrdil, ljudem omogoča, da izkusijo božanskost. Pritegnila je mlade zahodnjake, ki so se nastanili v njegovem ašramu v Puneju v Indiji in postali Oshovi pobožni učenci, imenovani sannyasini. V iskanju duhovnega razsvetljenja so privrženci Osha prevzeli nova indijska imena, se oblekli v oranžna in rdeča oblačila ter sodelovali na skupinskih zasedanjih, ki so včasih vključevala tako nasilje kot spolno promiskuiteto. Do konca sedemdesetih let prejšnjega stoletja je bil ašram s šestimi hektarji tako prenatrpan, da je Osho iskal novo mesto za preselitev.

## Dela
Osho je napisal okoli 200 knjig, med njegova najpomembnejša dela spadajo:
- Awareness: The Key to Living in Balance (2001)

- Being in Love: How to Love with Awareness and Relate Without Fear (2008)

- Books I have loved (1985)

- Freedom: The Courage to Be Yourself (2004)

- Freedom from illusion: the book of ego (2000)

- Gita Darshan (1970)

- Living Dangerously: Ordinary Enlightenment for Extraordinary Times (1999)

- Main Mitryu Sikhata Hoon (1977)

- Meditation: The First and Last Freedom (1988)

- Pharmacy For the Soul: A Comprehensive Collection of Meditations, Relaxation and Awareness Exercises, and Other Practices for Physical and Emotional Well-Being (2004)

- Sex Matters: From Sex to Superconsciousness (1969)

- Tantra: The Supreme Understanding (1975)

- The art of dying (1978)

- The Book of secrets (1974)

- The Book of Understanding: Creating Your Own Path to Freedom (1987)

- The Inner Journey (1997)

- The path of love (1978)

- The secret of secrets (1982)

- Zorba the Buddha: A Darshan Diary (1982)

### Prevedeno v slovenščino
Najpomembnejša dela, ki so bila prevedena v slovenščino:
- Compassion: The Ultimate Flowering of Love (2006) (prevedeno v slovenščino: Sočutje, 2017, Ljubljana: Založba Primus)

- Courage: The Joy of Living Dangerously (1977) (prevedeno v slovenščino: Pogum - Radost drznega življenja, 2015, Ljubljana: Založba Primus)

- Creativity: Unleashing the Forces Within (1999) (prevedeno v slovenščino: Ustvarjalnost : sprostite svoje notranje sile : vpogledi v nov način življenja, 2017, Ljubljana: Založba Primus)

- Fame, Fortune, and Ambition: What Is the Real Meaning of Success? (2010) (prevedeno v slovenščino: Slava, bogastva in ambicija, 2018, Ljubljana: V.B.Z.)

- Fear: Understanding and Accepting the Insecurities of Life (2007) (prevedeno v slovenščino: Strah - Razumevanje in sprejemanje negotovosti v življenju, 2018, Ljubljana: Založba Primus)

- Hsin Hsin Ming, the Book of Nothing: Discourses on the Faith Mind of Sosan (1983) (prevedeno v slovenščino: Knjiga o niču - Zenovsko razumevanje uma in zavedanja, 2018, Ljubljana: Založba Primus)

- Intuition: Knowing Beyond Logic (2001) (prevedeno v slovenščino: Intuicija : vedenje onkraj logičnega mišljenja : vpogledi v nov način življenja, 2017, Ljubljana: Založba Primus)

- Joy: The Happiness That Comes from Within (2004) (prevedeno v slovenščino: Radost - Sreča, ki izvira iz notranjosti, 2018, Ljubljana: Založba Primus)

- Love, Freedom, and Aloneness: The Koan of Relationships (2001) (prevedeno v slovenščino: Ljubezen, svoboda, samost, 2014, Ljubljana: V.B.Z. )

- The Book of Children: Supporting the Freedom and Intelligence of a New Generation (1996) (prevedeno v slovenščino: Knjiga o otrocih, 2018, Ljubljana: Založba Primus)

- The Book of Man (1969) (prevedeno v slovenščino: Knjiga o moškem, 2014, Ljubljana: Založba Primus)

- The Book of Women: Celebrating the Female Spirit (1976) (prevedeno v slovenščino: Knjiga o ženski, 2014, Ljubljana: Založba Primus)